# Мартіна Ґрюнерт
Мартіна Ґрюнерт (нім. Martina Grunert, 17 травня 1949) — німецька плавчиня.
Срібна медалістка Олімпійських Ігор 1968 року, учасниця 1964 року. Чемпіонка Європи з водних видів спорту 1966, 1970 років.